# Ion Stan
Ion Stan (n. 13 august 1955, Nucet, România – d. 2 august 2018, Constanța, România) a fost un deputat român în legislatura 2000-2004, ales în județul Dâmbovița pe listele partidului PSD. Ion Stan a făcut parte din Comisia comună permanentă a Camerei Deputaților și Senatului pentru exercitarea controlului parlamentar asupra activității SRI.
În această calitate, pe 14 februarie 2012 a declarat că „președintele, guvernul, BNR și șeful delegației FMI la București au falsificat controlat datele economice ale țării, în frunte cu PIB-ul, care a fost subapreciat cu 20% pentru a se justifica contractarea unor noi împrumuturi de la FMI”, ca justificare pentru opoziția sa față de politicile de stabilizare fiscală ale guvernului. Câteva luni mai târziu, partidul din care făcea parte Stan a preluat puterea, dar nu a confirmat ulterior această afirmație a lui Stan. Mai mult, la o lună după aceea, Stan a fost demis din funcția de președinte al PSD Dâmbovița. Ulterior, Direcția Națională Anticorupție a constatat că Stan a primit bani de la niște oameni de afaceri în schimbul facilitării câștigării unor contracte cu statul. În 2016 a fost condamnat definitiv la doi ani închisoare cu executare pentru săvârșirea infracțiunii de trafic de influență  și a fost eliberat conditionat in noiembrie 2016. 
În cadrul activității sale parlamentare, Ion Stan a fost membru în următoarele grupuri parlamentare de prietenie:
- în legislatura 2000-2004: Statul Israel, Republica Arabă Siriană;
- în legislatura 2004-2008: Republica Bulgaria, Republica Africa de Sud, Republica Arabă Siriană;
- în legislatura 2008-2012: Republica Franceză-Adunarea Națională, Republica Turcia.